# حسین دهلوی
حسین دهلوی (زادهٔ ۷ مهر ۱۳۰۶ در تهران – درگذشتهٔ ۲۳ مهر ۱۳۹۸ در تهران) موسیقی‌دان، آهنگ‌ساز و رهبر ارکستر اهل ایران بود.

## زندگی
حسین دهلوی، در سال ۱۳۰۶ در تهران متولد شد. او آموزش موسیقی را از پنج سالگی نزد پدرش، معزالدین دهلوی که از شاگردان علی اکبر شهنازی بود، آغاز کرد و در ۹ سالگی با تشویق مادرش به ساز ویولن علاقه‌مند شد. فراگیری ویلن را نزد ابوالحسن صبا پی گرفت. او همچنین در هنرستان عالی موسیقی نزد حسین ناصحی و هایمو تویبر آهنگسازی را فرا گرفت. او به شکل خصوصی در این زمینه از آموزش‌های توماس کریستین داوید نیز بهره‌مند شد. «باله بیژن و منیژه» و «سبکبال» از پرآوازه‌ترین آثار او می‌باشند. وی در سال ۱۳۴۵، با سوسن اصلانی که در آن زمان از شاگردانش در هنرستان موسیقی ملی بود، ازدواج کرد.
در نوزدهمین دورهٔ انتخاب کتاب سال در سال ۱۳۷۹، کتاب پیوند شعر و موسیقی آوازی نوشتهٔ حسین دهلوی، برندهٔ جایزه کتاب سال شد. او در سومین همایش چهره‌های ماندگار در سال ۱۳۸۲ به عنوان «چهره ماندگار» معرفی شد.

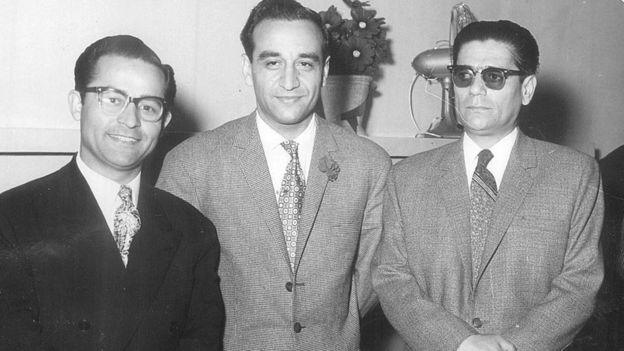
حسین دهلوی، فرامرز پایور، حسین تهرانی در سال ۱۳۴۹ (خورشیدی)

آخرین اجرای رسمی آثار او در تالار وحدت و در افتتاحیه جشنواره موسیقی فجر سال ۱۳۹۷ بود که پویان آزاده به عنوان تکنواز پیانو اثر چهارگاه برای پیانو و ارکستر از ساخته‌های حسین دهلوی را با همراهی ارکستر ملی ایران به رهبری فریدون شهبازیان، برای نخستین‌بار اجرا کرد.

## فعالیت حرفه‌ای

### پیش از انقلاب
دهلوی در سال ۱۳۳۹ از هنرستان عالی موسیقی در رشته آهنگسازی دانش‌آموخته شد. پس از درگذشت ابوالحسن صبا در سال ۱۳۳۶ رهبری ارکستر شماره یک اداره هنرهای زیبا که بعداً «ارکستر صبا» نامیده شد به دهلوی واگذار شد. این ارکستر از زمان گشایش تلویزیون ایران در سال ۱۳۳۷ به صورت هفتگی در تلویزیون به اجرای برنامه پرداخت.
حسین دهلوی، در سال ۱۳۴۱ به ریاست هنرستان موسیقی ملی برگزیده شد و تا فروردین ۱۳۵۰ این سمت را عهده‌دار بود. او خود در دوره دوم هنرستان رشته‌های تئوری موسیقی ایران، تلفیق شعر و موسیقی، فرم موسیقی ایران، هارمونی و ارکستر را شخصاً آموزش می‌داد. در این سال، وی برای سفر دو ساله مطالعاتی به آلمان و اتریش رفت.

### پس از انقلاب
دهلوی از سال ۱۳۵۶ تصنیف اپرای مانا و مانی را به مناسبت سال جهانی کودک (۱۹۷۹) آغاز کرد. ساخت این اثر دو سال به طول انجامید که پس از انقلاب ۱۳۵۷ ایران به خاطر محدودیت‌های استفاده از صدای خواننده زن تا به حال به اجرا درنیامده (در بخشی از اپرا، یک دزد بره یک دختر کوچک را می‌رباید و دخترک که صاحب بره بوده به جنگل می‌رود و آواز می‌خواند) و تنها موسیقیِ سازیِ آن در خرداد ۱۳۷۹ با تلاش و رهبری علی رهبری با ارکستر فیلارمونیک اسلواکی در براتیسلاوا اجرا و ضبط شده‌است.

### نوآوری در موسیقی
دهلوی در زمینه نوآوری در موسیقی ایرانی تلاش‌های زیادی داشته‌است. تدوین متد تمبک در کتاب آموزش تمبک، به وسیله او و جمعی دیگر از جمله: حسین تهرانی، مصطفی پورتراب، فرهاد فخرالدینی و هوشنگ ظریف برای بهبود جایگاه تمبک در موسیقی ایرانی و آسان‌سازی آموزش این ساز، توجه به ساخت سنتور کروماتیک برای جبران مشکل کوک این ساز برای استفاده در ارکستر، از جمله این مواردند.

### موسیقی فیلم
حسین دهلوی، در زمینه موسیقی فیلم هم فعالیت داشته‌است که البته بیشتر برای فیلم‌های مستند، نقش مشاور و انتخاب‌کننده موسیقی را بر عهده داشته و در تیتراژ فیلم‌ها، از او به نام مستعار «فریبا» یاد شده‌است. دهلوی برای چند فیلم مستند از ابراهیم گلستان مانند یک آتش (چشم‌اندازها)، موج و مرجان و خارا، و گنجینه‌های گوهر و همچنین فیلم هفده روز به اعدام اثر هوشنگ کاووسی موسیقی نوشته‌است.

## نودمین زادروز

ارکستر شماره یک اداره هنرهای زیبا به رهبری دهلوی

در گفتگویی که سوسن اصلانی همسر حسین دهلوی در اردیبهشت ۱۳۹۵ با روزنامه شرق داشت از نامساعد بودن حال خالقِ اپرای مانا و مانی و عدم توجه مسئولان فرهنگی و هنری به وی خبر داد.
هومن دهلوی، فرزند حسین دهلوی در نودمین زادروز او در گفتگویی با بی‌بی‌سی گفت که حسین دهلوی به دلیل بیماری فراموشی دیگر چیزی از گذشته به یاد نمی‌آورد. برای نودمین زادروز دهلوی هیچ برنامه خاصی در ایران سازماندهی نشد و تلاش‌های هومن دهلوی که او نیز در خارج از ایران به فعالیت در زمینه آهنگسازی مشغول است برای اجرای دوباره بخشی از آثار پدرش به جایی نرسید.

## آثار
نخستین اثر ارکستری دهلوی به نام «سبک بال» در سال ۱۳۳۲ و در دستگاه شور ساخته شد. کنسرتینو برای سنتور و ارکستر، یکی از بخش‌های این آلبوم، نتیجه همکاری مشترک دهلوی با فرامرز پایور است. آثار بعدی دهلوی مانند «گفتگوی دل در شور» (۱۳۳۶) و «فروغ عشق» در آواز اصفهان از تجربیات ارزشمند وی در تلفیق شعر و موسیقی ایرانی به‌شمار می‌روند.
دهلوی همچنین قطعاتی از ابوالحسن صبا را نیز برای ارکستر تنظیم کرده‌است. «به یاد صبا» (۱۳۳۷)، برگرفته از قطعه به یاد گذشته در آواز دشتی، شوشتری (۱۳۳۸)، چهارمضراب برای ویولن و ارکستر و نغمه ترک (براساس قطعه دوضربی بیات ترک) از آن جمله‌اند.
برخی از آثار چاپ‌شده دهلوی شامل پارتیتور آهنگ‌های او به نام‌های دوئو سنتور در سه‌گاه، شورآفرین در شور برای ارکستر، چهارنوازی مضرابی در آواز اصفهان، سوئیت بیژن و منیژه (بر اساس اشعار حکیم ابوالقاسم فردوسی) برای ارکستر زهی، بیژن و منیژه برای ارکستر سمفونیک (۸ بخش) و سرباز برای آواز گروهی و ارکستر می‌شود.
یکی از مهم‌ترین آثار حسین دهلوی کتاب پیوند شعر و موسیقی آوازی است که حاصل بیش از ۴۰ سال تجربه وی در تلفیق موسیقی با شعر است و جایزه کتاب سال را به‌دست آورد. آخرین کوشش او در زمینه کارهای جمعی موسیقی ملی، پایه‌گذاری ارکستر مضرابی است که با همکاری ۶۶ نفر از نوازندگان سازهای مضرابی ایرانی تشکیل شد و در سال ۱۳۷۲ به روی صحنه رفت. حسین دهلوی در سال ۱۳۸۲ به عنوان چهره ماندگار مورد تقدیر قرار گرفت. از دیگر کارهای حسین دهلوی می‌توان شورآفرین در ابوعطا برای ارکستر، چهارنوازی مضرابی آواز اصفهان، فانتزی برای تار و ارکستر و فانتزی برای گروه تمبک و ارکستر را نام برد.

## درگذشت

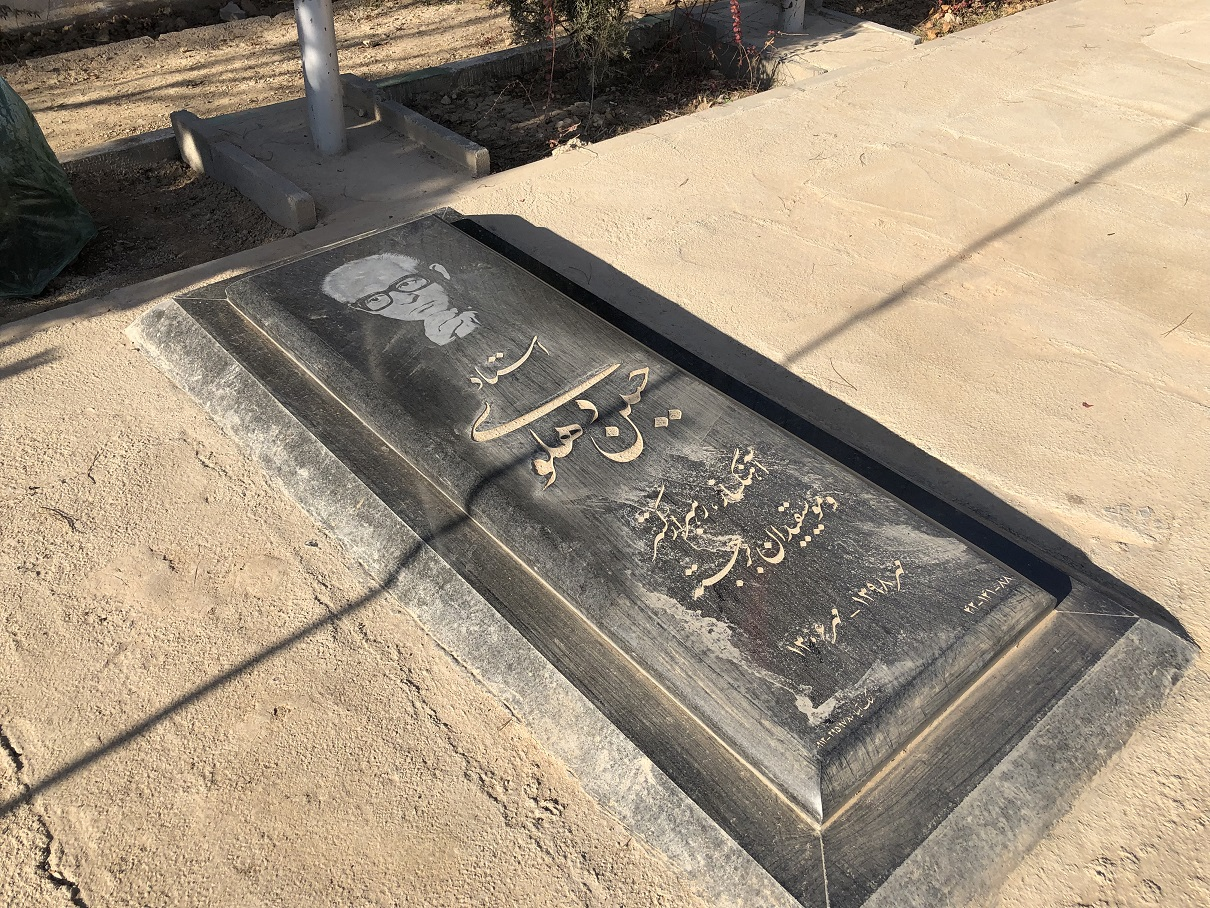
آرامگاه حسین دهلوی

حسین دهلوی در ۲۳ مهر ۱۳۹۸ پس از چند سال ابتلا به بیماری آلزایمر و بیماری تنفسی در سن ۹۲ سالگی در بیمارستان دکتر شریعتی تهران درگذشت.
مراسم تشییع پیکر حسین دهلوی صبح روز یکشنبه ۲۸ مهر ۱۳۹۸ با حضور جمعی از هنرمندان و هنردوستان در تالار وحدت تهران برگزار و در قطعهٔ هنرمندان بهشت زهرا به خاک سپرده شد.

## تمبر یادبود
در دی ماه ۹۷، به میمنت جشن صدسالگی هنرستان موسیقی، تمبر اختصاصی حسین دهلوی در کنار غلامحسین غریب رونمایی شد.
بهمن ۱۳۹۹، در آیینِ ششمین سال‌نوای موسیقی ایران، از تمبر اختصاصی یادبود حسین دهلوی، توسط حسین علیزاده رونمایی شد.

## روزشمار زندگی هنری
- ۱۳۳۲: آغاز ساخت قطعات ویژه موسیقی ارکسترال ایرانی: سبکبال؛ در شور.
- ۱۳۳۳: آفرینش نخستین دونوازی برای سنتور به نام «دوئو سنتور» در سه گاه (با اجرای فرامرز پایور و داریوش صفوت). «شور آفرین» در ابوعطا برای ارکستر.
- ۱۳۳۶: رهبری «ارکستر شماره ۱ اداره کل هنرهای زیبای کشور» و تعویض نام ارکستر به صبا، انتشار دوئو سنتور در سه گاه.
- ۱۳۳۷: «کنسرتینو برای سنتور و ارکستر» درچهار بخش؛ با همکاری و تکنوازی فرامرز پایور.
- ۱۳۴۳: چهار نوازی مضرابی در اصفهان.
- ۱۳۴۴: بندباز: فانتزی برای تار و ارکستر، براساس قطعه «بندباز» اثر علینقی وزیری.
- ۱۳۴۵: ساخت قطعه «سرباز» برای آواز و گروهی و ارکستر با شعری از ابراهیم صفایی.
- ۱۳۴۷: پایه‌گذاری «ارکستر ایرانی تالار رودکی».

- ۱۳۴۹: ساخت اپرای خسرو و شیرین روی سروده‌های نظامی.
- ۱۳۵۰: کناره‌گیری از مدیریت هنرستان عالی موسیقی ملی. انتشار کتاب «آموزش تمبک» با همکاری و راهنمایی حسین تهرانی و تعدادی دیگر از استادان هنرستان موسیقی ملی.
- ۱۳۵۴: اجرای باله «بیژن و منیژه» در تالار بزرگ رودکی.
- ۱۳۵۴: انتشار. پارتیتور «سبکبال» در شور، برای ارکستر.
- ۱۳۵۵: انتشار مجموعه دوم نغمه‌های کودک.
- ۱۳۵۶: تنظیم بخش‌هایی از باله بیژن و منیژه برای ارکستر زهی، انتشار شور آفرین (در ابوعطا) برای ارکستر، انتشار چهار نوازی مضرابی در اصفهان.
- ۱۳۵۸: بازنشستگی حسین دهلوی از وزارت فرهنگ وهنر.
- ۱۳۵۸: برگزاری مجلس بزرگداشت علینقی وزیری، به مناسبت درگذشت وی با اجرای موسیقی در تالار رودکی.
- ۱۳۶۰: انتشار پارتیتور «کنسرتینو برای سنتور و ارکستر» (حسین دهلوی و فرامرز پایور).
- ۱۳۶۳: انتشار پارتیتور فانتزی برای تار و ارکستر براساس قطعه بند باز، اثر علینقی وزیری.
- ۱۳۶۳: انتشار پارتیتور بیژن و منیژه: سوئیت برای ارکستر زهی.
- ۱۳۶۴: انتشار پارتیتور فانتزی برای گروه تمبک و ارکستر.
- ۱۳۶۵: انتشار پارتیتور «شوشتری برای ویولون و ارکستر»، براساس اثری از ابوالحسن صبا.
- ۱۳۶۸: تجدید چاپ متن ویراسته شده آموزش تمبک (به کوشش حسین دهلوی، همکاری حسین تهرانی و جمعی دیگر).
- ۱۳۷۰: انتشار پارتیتور «بیژن و منیژه» برای ارکستر سمفونیک.
- ۱۳۷۱: انتشار گفتگو با حسین دهلوی – گفتگو با علی تجویدی (ناصر حریری). انتشار گفتگوی دل: برای آواز و ارکستر.
- ۱۳۷۲: نخستین اجرای «ارکستر مضرابی» به رهبری حسین دهلوی در تهران.
- ۱۳۷۳: انتشار فروغ عشق: برای آواز و ارکستر، انتشار نخست گلبانگ مضرابی: برای ارکستر مضرابی.[۱۸]